# ناحیه ردموند، میشیگان
ناحیه ردموند (به انگلیسی: Readmond Township) یک منطقهٔ مسکونی در ایالات متحده آمریکا است که در شهرستان امت، میشیگان واقع شده‌است.
 ناحیه ردموند  ۵۸۱ نفر جمعیت دارد و ۲۶۵ متر بالاتر از سطح دریا واقع شده‌است.